# A bálnalovas (film)
A bálnalovas (eredeti cím: Whale Rider)  2002-ben bemutatott német–új-zélandi film, mely Witi Ihimaera maori író azonos című regényén alapul. A filmet Niki Caro rendezte.
Világpremierje a Torontói Nemzetközi Filmfesztiválon volt 2002. szeptember 9-én. Magyarországon 2004. október 28-án mutatták be.

## Szereplők
| Szereplő       | Színész                     | Magyar hang     |
| -------------- | --------------------------- | --------------- |
| Paikea Apirana | Keisha Castle-Hughes        | Czető Zsanett   |
| Koro           | Rawiri Paratene             | Papp János      |
| Nanny Flowers  | Vicky Haughton              | Takács Katalain |
| Porourangi     | Cliff Curtis                | Stohl András    |
| Rawiri bácsi   | Grant Roa                   | Kerekes József  |
| Hemi           | Mana Taumaunu               | Baradlay Viktor |
| Shilo          | Rachel House                | Kiss Erika      |
| Willie         | Taungaroa Emile             | ?               |
| Kutya          | Tammy Davis                 | ?               |
| Maka           | Mabel Wharekawa-Burt        | Némedi Mari     |
| Miro           | Rawinia Clarke              | Boros Mária     |
| Miss Parata    | Tahei Simpson               | ?               |
| Hemi apja      | Roimata Taimana             | ?               |
| Rehua          | Elizabeth Skeen             | ?               |
| Jake           | Tyrone White                | ?               |
| Ropata         | Taupua Whakataka-Brightwell | ?               |
| Wiremu         | Tenia McClutchie-Mita       | ?               |
| Bubba          | Peter Patuwai               | ?               |
| Parekura       | Rutene Spooner              | ?               |
| Maui           | Riccardo Davis              | ?               |
| Henare         | Apiata Whangaparita-Apanui  | ?               |
| szülész        | John Summer                 | Forgács Gábor   |

## Díjak és jelölések
| Év   | Díj                                        | Kategória                                                                     | Eredmény |
| ---- | ------------------------------------------ | ----------------------------------------------------------------------------- | -------- |
| 2002 | San Sebastián-i Nemzetközi Filmfesztivál   | Arany Kagyló – Niki Caro                                                      | Jelölve  |
| 2003 | BAFTA Children's Award                     | Legjobb egész estés film – Tim Sanders, John Barnett, Frank Hübner, Niki Caro | Elnyerte |
| 2003 | Ausztrál Filmakadémia                      | Legjobb külföldi film – John Barnett, Frank Hübner, Tim Sanders               | Jelölve  |
| 2003 | British Independent Film Award             | Legjobb külföldi film                                                         | Jelölve  |
| 2003 | Chicago Nemzetközi Gyermekfilm Fesztiválja | Legjobb élőszereplős film – Niki Caro                                         | Elnyerte |
| 2003 | Cinemanila Nemzetközi Filmfesztivál        | Zsűri különdíja – Niki Caro                                                   | Elnyerte |
| 2003 | EMA Award                                  | Legjobb egész estés film                                                      | Elnyerte |
| 2003 | FCCA Award                                 | Legjobb külföldi film                                                         | Jelölve  |
| 2003 | Golden Schmoes Awards                      | Az év feltörekvő színésznője – Keisha Castle-Hughes                           | Jelölve  |
| 2003 | Humanitas Prize                            | Sundance Film – Niki Caro                                                     | Elnyerte |
| 2003 | National Board of Review, USA              | Különdíj: Legjobb film                                                        | Elnyerte |
| 2003 | New Zealand Film and TV Awards             | Legjobb film – Tim Sanders, John Barnett                                      | Elnyerte |
| 2003 | New Zealand Film and TV Awards             | Legjobb rendező – Niki Caro                                                   | Elnyerte |
| 2003 | New Zealand Film and TV Awards             | Legjobb forgatókönyv – Niki Caro                                              | Elnyerte |
| 2003 | New Zealand Film and TV Awards             | Legjobb férfi főszereplő – Rawiri Paratene                                    | Jelölve  |
| 2003 | New Zealand Film and TV Awards             | Legjobb női főszereplő – Keisha Castle-Hughes                                 | Elnyerte |
| 2003 | New Zealand Film and TV Awards             | Legjobb férfi mellékszereplő – Cliff Curtis                                   | Elnyerte |
| 2003 | New Zealand Film and TV Awards             | Legjobb férfi mellékszereplő – Grant Roa                                      | Jelölve  |
| 2003 | New Zealand Film and TV Awards             | Legjobb női mellékszereplő – Vicky Haughton                                   | Elnyerte |
| 2003 | New Zealand Film and TV Awards             | Legjobb ifjú színész – Mana Taumaunu                                          | Elnyerte |
| 2003 | New Zealand Film and TV Awards             | Legjobb eredeti filmzene – Lisa Gerrard                                       | Elnyerte |
| 2003 | New Zealand Film and TV Awards             | Legjobb jelmeztervező – Kirsty Cameron                                        | Elnyerte |
| 2003 | New Zealand Film and TV Awards             | Legjobb operatőr – Leon Narbey                                                | Jelölve  |
| 2003 | New Zealand Film and TV Awards             | Legjobb vágás – David Coulson                                                 | Jelölve  |
| 2003 | New Zealand Film and TV Awards             | Legjobb díszlet – Grant Major                                                 | Jelölve  |
| 2003 | New Zealand Film and TV Awards             | Legjobb smink – Denise Kum                                                    | Jelölve  |
| 2003 | Rotterdami Nemzetközi Filmfesztivál        | Közönségdíj – Niki Caro                                                       | Elnyerte |
| 2003 | San Francisco Nemzetközi Filmfesztivál     | Közönségdíj – Niki Caro (megosztva a Kiskakukk c. filmmel)                    | Elnyerte |
| 2003 | Seattle Nemzetközi Filmfesztivál           | Legjobb film                                                                  | Elnyerte |
| 2003 | Seattle Nemzetközi Filmfesztivál           | Legjobb rendező – Niki Caro                                                   | Elnyerte |
| 2003 | Sundance Filmfesztivál                     | Közönségdíj – Niki Caro                                                       | Elnyerte |
| 2003 | São Paulo Nemzetközi Filmfesztivál         | Zsűri díja: Legjobb egész estés film – Niki Caro                              | Elnyerte |
| 2003 | WAFCA Award                                | Legjobb női főszereplő – Keisha Castle-Hughes                                 | Jelölve  |
| 2004 | Oscar-díj                                  | Legjobb női főszereplő – Keisha Castle-Hughes                                 | Jelölve  |
| 2004 | Screen Actors Guild Awards                 | Legjobb női mellék- vagy főszereplő – Keisha Castle-Hughes                    | Jelölve  |
| 2004 | AARP Movies for Grownups Awards            | Legjobb film                                                                  | Jelölve  |
| 2004 | Broadcast Film Critics Association Awards  | Legjobb női főszereplő – Keisha Castle-Hughes                                 | Elnyerte |
| 2004 | Broadcast Film Critics Association Awards  | Legjobb családi film                                                          | Jelölve  |
| 2004 | COFCA Award                                | Legjobb zene – Lisa Gerrard                                                   | Jelölve  |
| 2004 | CFCA Award                                 | Legjobb női főszereplő – Keisha Castle-Hughes                                 | Jelölve  |
| 2004 | CFCA Award                                 | Ígéretes előadó – Keisha Castle-Hughes                                        | Jelölve  |
| 2004 | CFCA Award                                 | Ígéretes rendező – Niki Caro                                                  | Jelölve  |
| 2004 | Chlotrudis Award                           | Legjobb női főszereplő – Keisha Castle-Hughes                                 | Jelölve  |
| 2004 | Chlotrudis Award                           | Legjobb adaptált forgatókönyv – Niki Caro                                     | Jelölve  |
| 2004 | Film Independent Spirit Awards             | Legjobb külföldi film – Niki Caro                                             | Elnyerte |
| 2004 | Gold Derby Awards                          | Legjobb női főszereplő – Keisha Castle-Hughes                                 | Jelölve  |
| 2004 | Gold Derby Awards                          | Legjobb feltörekvő színész – Keisha Castle-Hughes                             | Elnyerte |
| 2004 | Golden Trailer Awards                      | Legjobb aláfestés                                                             | Jelölve  |
| 2004 | Image Awards                               | Legjobb film                                                                  | Jelölve  |
| 2004 | Image Awards                               | Legjobb női főszereplő – Keisha Castle-Hughes                                 | Jelölve  |
| 2004 | ICS Award                                  | Legjobb film                                                                  | Jelölve  |
| 2004 | INOCA                                      | Legjobb feltörekvő színész – Keisha Castle-Hughes                             | Elnyerte |
| 2004 | Mexikóváros Nemzetközi Filmfesztiválja     | Különdíj – Niki Caro                                                          | Elnyerte |
| 2004 | Motion Picture Sound Editors, USA          | Golden Reel: legjobb hangmérnök                                               | Jelölve  |
| 2004 | OFTA Film Award                            | Legjobb fiatal színésznő – Keisha Castle-Hughes                               | Elnyerte |
| 2004 | OFTA Film Award                            | Legjobb feltörekvő színésznő – Keisha Castle-Hughes                           | Elnyerte |
| 2004 | OFTA Film Award                            | Legjobb eredeti filmzene – Lisa Gerrard                                       | Jelölve  |
| 2004 | OFCS Award                                 | Legjobb feltörekvő színész – Keisha Castle-Hughes                             | Elnyerte |
| 2004 | OFCS Award                                 | Legjobb feltörekvő rendező – Niki Caro                                        | Jelölve  |
| 2004 | Phoenix Film Critics Society Awards        | Legjobb női mellék- vagy főszereplő – Keisha Castle-Hughes                    | Jelölve  |
| 2004 | Satellite Awards                           | Legjobb film                                                                  | Jelölve  |
| 2004 | Satellite Awards                           | Legjobb rendező – Niki Caro                                                   | Jelölve  |
| 2004 | Satellite Awards                           | Legjobb adaptált forgatókönyv – Niki Caro                                     | Jelölve  |
| 2004 | Satellite Awards                           | Legjobb díszlet – Grant Major, Grace Molk                                     | Jelölve  |
| 2004 | Teen Choice Awards                         | Legjobb feltörekvő színésznő – Keisha Castle-Hughes                           | Jelölve  |
| 2004 | Young Artist Awards                        | Legjobb egész estés film                                                      | Elnyerte |
| 2004 | Young Artist Awards                        | Legjobb fiatal színésznő – Keisha Castle-Hughes                               | Elnyerte |